# Timo Nieminen
Timo Nieminen (født 22. december 1962 i Hämeenlinna) er en finsk skuespiller, sanger og filminstruktør med svensk statsborgerskab, bosiddende i Göteborg-bydelen Sävedalen. Han har haft roller i film som Viking Destiny og Den längsta dagen samt i tv-serierne Familien Löwander og Velkommen til Ängelby.

## Biografi
Timo Nieminens tidligste barndomsår var i Finland, men i 1976 flyttede han med sine forældre til Sverige og voksede op i Hammarkullen. Som teenager måtte Nieminen selv lære sig det svenske sprog for at kunne begå sig i samfundet. Den største forandring for ham skete dog gennem interessen for musik og sang, hvilket førte til en ansættelse ved Göteborgsoperans kor. Senere fulgte karrieren som autodidakt skuespiller. Nieminen har været professionel aktiv siden 1985 og optrådt i mange teater-, musical- og danseproduktioner samt i forskellige tv-serier og spillefilm. I 1996 blev han tildelt Carl och Hilma Barcklinds stipendium.

## Filmografi (udvalg)
- 2023 - Andra akten – Marko
- 2022 - Bäckström (tv-serie) – graveren
- 2020 - Top Dog (tv-serie) – Antti Lahti
- 2020 - Den längsta dagen (tv-serie) - Kaarle
- 2019 - Quick – Björn Asplund
- 2018 - Viking Destiny – Prins Bard af Volsung
- 2017-2020 - Familien Löwander (tv-serie) – Anders
- 2015 - Velkommen til Ängelby (tv-serie) – Rudi Malm
- 2014 - Ettor och nollor (tv-serie) – Ivan
- 2009 - Karaokekungen – ambulancefører 1
- 2007 - Upp till kamp (tv-serie) – vred mand
- 2007 - Kid Svensk – buschauffør
- 2006 - Keillers park – sømand
- 2005 - Orka! Orka! (tv-serie) – mægler
- 2004 - Bredband (kortfilm) – præsten
- 2003 - De besatte (tv-serie) – læge
- 1994 - Hold hovedet koldt (tv-serie) – buschauffør
- 1989 - Kaasari (kortfilm) – medvirkende
- 1985 - Kuvahait (tv-serie) – Late